# Pseudovadonia livida
Pseudovadonia livida је врста инсекта из реда тврдокрилаца (Coleoptera) и породице стрижибуба (Cerambycidae). Сврстана је у потпородицу Lepturinae.

## Распрострањеност и станиште
Врста је распрострањена на подручју Европе, Мале Азије, Русије, Кавказа и Ирана. У Србији је честа и широко распрострањена врста, насељава различите типове станишта (од топлих степских локалитета, преко ливада, ивица шума до вртова).

## Опис
Глава, груди и ноге су црне боје, а елитрони жућкастобраон или црвенкастобраон. Антене су црне до црвенкасте, проширене према врху, средње дужине. Цело тело је прекривено длачицама. Дужина тела је од 5 до 9 mm.
- длакавост тела

## Биологија
Комплетан циклус развића се одвија у периоду од две године. Ларва се развија у земљи, тј. хумусу, у супстрату гљиве Marasmius oreadis. Адулти су активни од маја до августа, а могу се срести на цветовима разних биљака.

## Галерија
- одрасла јединка
- парење
- одрасла јединка
- одрасла јединка

## Синоними
- Leptura livida Fabricius, 1776
- Pseudalosterna livida (Fabricius, 1776)
- Vadonia livida (Fabricius, 1776)
- Anoplodera livida (Fabricius, 1776